# L'Homme qui court après la fortune et l'Homme qui l'attend dans son lit
L'Homme qui court après la Fortune et l'Homme qui l'attend dans son lit est la onzième fable du livre VII des Fables de Jean de La Fontaine situé dans le second recueil des Fables de La Fontaine, édité pour la première fois en 1678.

## Texte de la fable
Qui ne court après la Fortune ?

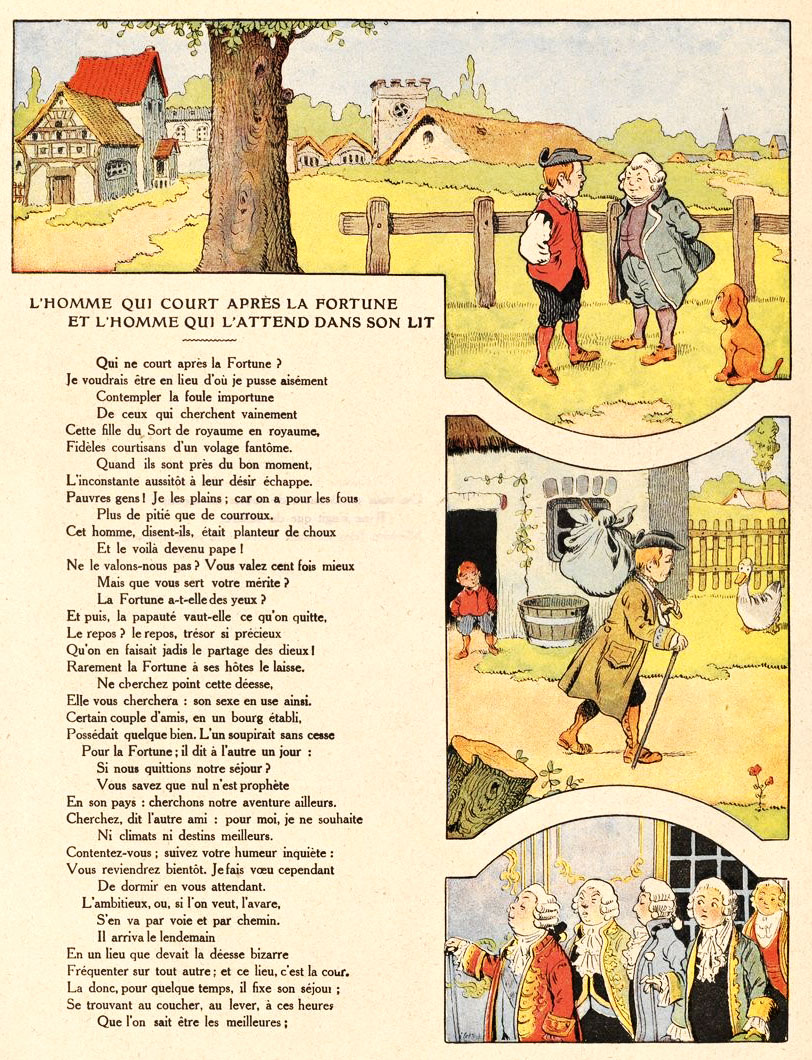
L'Homme qui court après la fortune et l'Homme qui l'attend dans son lit (Illustrations de Benjamin Rabier)

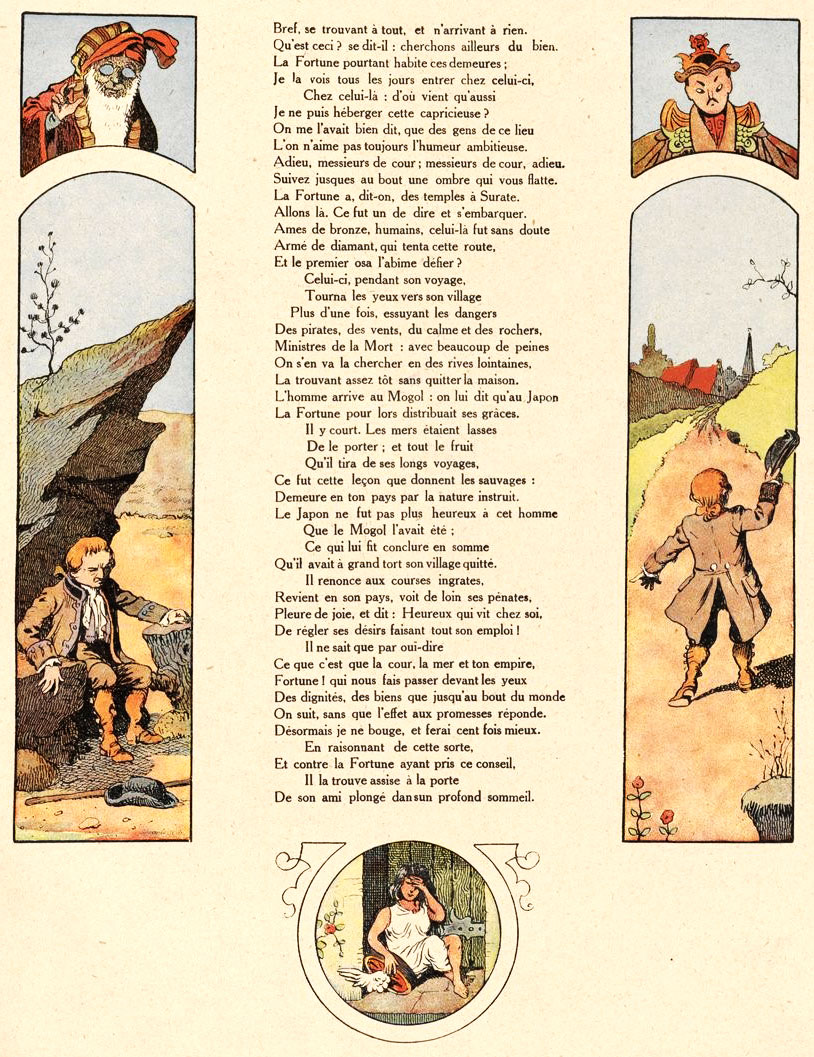
L'Homme qui court après la fortune et l'Homme qui l'attend dans son lit (Illustrations de Benjamin Rabier)

Je voudrais être en lieu d’où je pusse aisément

Contempler la foule importune

De ceux qui cherchent vainement

Cette fille du sort de Royaume en Royaume,

Fidèles courtisans d’un volage fantôme.

Quand ils sont près du bon moment,

L’inconstante aussitôt à leurs désirs échappe :

Pauvres gens, je les plains, car on a pour les fous

Plus de pitié que de courroux.

Cet homme, disent-ils, était planteur de choux,

Et le voilà devenu Pape :

Ne le valons nous pas ? Vous valez cent fois mieux ;

Mais que vous sert votre mérite ?

La Fortune a-t-elle des yeux ?

Et puis la papauté vaut-elle ce qu’on quitte,

Le repos, le repos, trésor si précieux,

Qu’on en faisait jadis le partage des Dieux ?

Rarement la Fortune à ses hôtes le laisse.

Ne cherchez point cette Déesse,

Elle vous cherchera ; son sexe en use ainsi.

Certain couple d’Amis en un bourg établi,

Possédait quelque bien : l’un soupirait sans cesse

Pour la Fortune ; il dit à l’autre un jour :

Si nous quittions notre séjour ?

Vous savez que nul n’est prophète

En son pays ; cherchons notre aventure ailleurs.

Cherchez, dit l’autre Ami, pour moi je ne souhaite

Ni climats ni destins meilleurs.

Contentez-vous ; suivez votre humeur inquiète ;

Vous reviendrez bientôt. Je fais vœu cependant

De dormir en vous attendant.

L’ambitieux, ou si l’on veut, l’avare,

S’en va par voie et par chemin.

Il arriva le lendemain

En un lieu que devait la Déesse bizarre

Fréquenter sur tout autre ; et ce lieu, c’est la cour.

Là donc pour quelque temps il fixe son séjour,

Se trouvant au coucher, au lever, à ces heures

Que l’on sait être les meilleures ;

Bref, se trouvant à tout, et n’arrivant à rien.

Qu’est ceci ? ce dit-il ; cherchons ailleurs du bien.

La Fortune pourtant habite ces demeures.

Je la vois tous les jours entrer chez celui-ci,

Chez celui-là ; D’où vient qu’aussi

Je ne puis héberger cette capricieuse ?

On me l’avait bien dit, que des gens de ce lieu

L’on n’aime pas toujours l’humeur ambitieuse.

Adieu, messieurs de cour ; messieurs, de cour adieu.

Suivez jusques au bout une ombre qui vous flatte.

La Fortune a, dit-on, des temples à Surate ;

Allons là. Ce fut un de dire et s’embarquer.

Âmes de bronze, humains, celui-là fut sans doute

Armé de diamant, qui tenta cette route,

Et le premier osa l’abîme défier.

Celui-ci pendant son voyage

Tourna les yeux vers son village

Plus d’une fois, essuyant les dangers

Des pirates, des vents, du calme et des rochers,

Ministres de la mort. Avec beaucoup de peines,

On s’en va la chercher en des rives lointaines,

La trouvant assez tôt sans quitter la maison.

L’homme arrive au Mogol ; on lui dit qu’au Japon

La Fortune pour lors distribuait ses grâces.

Il y court ; les mers étaient lasses

De le porter ; et tout le fruit

Qu’il tira de ses longs voyages,

Ce fut cette leçon que donnent les sauvages :

Demeure en ton pays par la nature instruit.

Le Japon ne fut pas plus heureux à cet homme

Que le Mogol l’avait été ;

Ce qui lui fit conclure en somme,

Qu’il avait à grand tort son village quitté.

Il renonce aux courses ingrates,

Revient en son pays, voit de loin ses pénates,

Pleure de joie, et dit : Heureux qui vit chez soi ;

De régler ses désirs faisant tout son emploi.

Il ne sait que par ouïr-dire

Ce que c’est que la cour, la mer, et ton empire,

Fortune, qui nous fais passer devant les yeux

Des dignités, des biens, que jusqu’au bout du monde

On suit, sans que l’effet aux promesses réponde.

Désormais je ne bouge, et ferai cent fois mieux.

En raisonnant de cette sorte,

Et contre la Fortune ayant pris ce conseil,

Il la trouve assise à la porte

De son ami plongé dans un profond sommeil.
— Jean de La Fontaine, Fables de La Fontaine, L'Homme qui court après la fortune et l'Homme qui l'attend dans son lit, texte établi par Jean-Pierre Collinet, Fables, contes et nouvelles, Gallimard, « Bibliothèque de la Pléiade », 1991, p. 270